# Zvonovec trojhrotý
Zvonovec trojhrotý (Procnias tricarunculatus) je pták z čeledi kotingovitých, obývající tropické deštné lesy Střední Ameriky.

## Popis
Dorůstá délky 25–30 cm, váží okolo 200 gramů. Vyznačuje se výrazným pohlavním dimorfismem. Samec je robustnější, tělo má zbarveno kaštanově hnědě, hlavu a krk bíle, zobák má černý. Od kořene zobáku mu visí tři šedočerné tenké a dlouhé kožní laloky, které daly tomuto druhu jméno. Tato nápadná ozdoba slouží při námluvách, kdy se z původních pěti centimetrů prodlouží až na dvojnásobek. Samice má peří olivově zbarvené s nažloutlými proužky na hrudi a břichu.

## Způsob života
Zvonovec je tažný pták, který od března do září hnízdí v horských oblastech střední Kostariky v nadmořské výšce přesahující 800 m a po vyvedení mláďat migruje do přímořských nížin. Živí se ovocem, převážně planým druhem avokáda, jehož pecky roznáší po krajině a umožňuje tak šíření stromů. Je výrazně teritoriálním druhem, k zastrašení protivníků používá pronikavé, kovově znějící volání, které je i v hustém porostu slyšet na kilometr daleko. Rodové jméno zvonovců je odvozeno od podobnosti jejich hlasu se zvukem zvonů. Bylo pozorováno, že křik zvonovců se liší nejen podle oblasti, ale jedinec ho může změnit i během svého života. Vzhledem k rozsáhlému kácení pralesů v oblasti výskytu byl zvonovec trojhrotý zařazen mezi zranitelné druhy. Je velmi plachý, proto se o jeho chování v přírodě ví jen málo.